# Министр внутренних дел Нахичеванской Автономной Республики
Министр внутренних дел Нахичеванской Автономной Республики (азерб. Naxçıvan Muxtar Respublikası Daxili İş Nazirliyi) — глава Министерства внутренних дел Нахичеванской Автономной Республики Азербайджана. Утверждается в должности указом Председателя Верховного Совета Нахичеванской АР.
Действующий министр — Ахмед Ахмедов.

## Список министров

### Главы органа внутренних дел Нахичеванской АССР
(список неполный)
| #                                                    | Министр                                          | Фото                                             | Период нахождения в должности                    | Партия                                           | Звание                                           |                                                  |                                                  |
| Начальники управления НКВД по Нахичеванской АССР     | Начальники управления НКВД по Нахичеванской АССР | Начальники управления НКВД по Нахичеванской АССР | Начальники управления НКВД по Нахичеванской АССР | Начальники управления НКВД по Нахичеванской АССР | Начальники управления НКВД по Нахичеванской АССР | Начальники управления НКВД по Нахичеванской АССР | Начальники управления НКВД по Нахичеванской АССР |
| ---------------------------------------------------- | ------------------------------------------------ | ------------------------------------------------ | ------------------------------------------------ | ------------------------------------------------ | ------------------------------------------------ | ------------------------------------------------ | ------------------------------------------------ |
|                                                      | П.Ф. Вакульчик                                   |                                                  | 14 июля 1934 — ?                                 | ВКП(б)                                           |                                                  |                                                  |                                                  |
|                                                      | Н.М. Ходжаев                                     |                                                  | ? — 3 апреля 1937                                | ВКП(б)                                           |                                                  |                                                  |                                                  |
|                                                      | Г.И. Мамедов                                     |                                                  | 3 апреля 1937 — октябрь 1937                     | ВКП(б)                                           |                                                  |                                                  |                                                  |
| вр. и. о.                                            | Лисин                                            |                                                  | 12 октября 1937 — 1937                           | ВКП(б)                                           |                                                  |                                                  |                                                  |
| и.о.                                                 | А.К. Гранский                                    |                                                  | январь 1938 — 1938                               | ВКП(б)                                           |                                                  |                                                  |                                                  |
|                                                      | А.А. Дасаев                                      |                                                  | 28 мая 1938 — июнь 1938                          | ВКП(б)                                           |                                                  |                                                  |                                                  |
|                                                      | М.А.А. Мехтиев                                   |                                                  | июль 1938 — 24 июля 1938                         | ВКП(б)                                           |                                                  |                                                  |                                                  |
| Народные комиссары внутренних дел Нахичеванской АССР |                                                  |                                                  |                                                  |                                                  |                                                  |                                                  |                                                  |
| 1                                                    | М.А.А. Мехтиев                                   |                                                  | 24 июля 1938 — февраль 1939                      | ВКП(б)                                           |                                                  |                                                  |                                                  |
| и.о.                                                 | Мирза Айдамиров                                  |                                                  | апрель 1939 — 30 апреля 1939                     | ВКП(б)                                           | Капитан государственной безопасности             |                                                  |                                                  |
| 2                                                    | Мирза Айдамиров                                  |                                                  | 30 апреля 1939 — август 1941                     | ВКП(б)                                           | Капитан государственной безопасности             |                                                  |                                                  |
| 3                                                    | Якуб Кулиев                                      |                                                  | август 1941 — 7 августа 1942                     | ВКП(б)                                           | Старший лейтенант государственной безопасности   |                                                  |                                                  |
| 4                                                    | Карабали Нагиев                                  |                                                  | 7 августа 1942 — 1946                            | ВКП(б)                                           | Майор государственной безопасности               |                                                  |                                                  |
| Министры внутренних дел Нахичеванской АССР           |                                                  |                                                  |                                                  |                                                  |                                                  |                                                  |                                                  |
| 1                                                    | Кара-Бали Нагиев                                 |                                                  | 1946 — 30 апреля 1951                            | ВКП(б)                                           | Майор государственной безопасности               |                                                  |                                                  |
| 2                                                    | Шариф Нуриев                                     |                                                  | 30 апреля 1951 — ?                               | КПСС                                             |                                                  |                                                  |                                                  |
|                                                      | Ибрагим Гасанов                                  |                                                  | 31 марта 1953 — 10 мая 1954                      | КПСС                                             | Полковник                                        |                                                  |                                                  |
|                                                      | Садых Садыхов                                    |                                                  | 1981-1987                                        | КПСС                                             | Полковкик                                        |                                                  |                                                  |
|                                                      | Рамиль Усубов                                    |                                                  | 1987 — 1989                                      | КПСС                                             |                                                  |                                                  |                                                  |

### Министры внутренних дел Нахичеванской Автономной Республики
(список неполный)
| # | Министр       | Фото | Период нахождения в должности | Партия | Звание                |
| - | ------------- | ---- | ----------------------------- | ------ | --------------------- |
|   | Рамиль Усубов |      | 11 августа 1993 — 1994        |        |                       |
|   | Ахмед Ахмедов |      | с 16 июня 2000                |        | Генерал-майор полиции |